# Lichomolgus sadoensis
Lichomolgus sadoensis is een eenoogkreeftjessoort uit de familie van de Lichomolgidae. De wetenschappelijke naam van de soort is voor het eerst geldig gepubliceerd in 1980 door Ho.